# Wahlkreis Schmalkalden I – Bad Salzungen II
Der Wahlkreis Schmalkalden I – Bad Salzungen II war ein Landtagswahlkreis zur Landtagswahl in Thüringen 1990, der ersten Landtagswahl nach der Wiedergründung des Landes Thüringen. Er hatte die Wahlkreisnummer 41.
Der Wahlkreis umfasste den überwiegenden Teil des damaligen Landkreises Schmalkalden mit den Städten und Gemeinden Altersbach, Asbach, Breitungen/Werra, Brotterode, Eckardts, Fambach, Floh, Georgenzell,  Grumbach, Helmers, Heßles, Hohleborn, Mittelschmalkalden, Mittelstille, Möckers, Niederschmalkalden, Kleinschmalkalden, Rosa, Roßdorf, Rotterode, Schmalkalden, Schnellbach, Schwallungen, Seligenthal, Springstille, Struth-Helmershof, Trusetal, Wahles, Wernshausen, Zillbach  und vom damaligen Landkreis Bad Salzungen folgende Städte und Gemeinden: Barchfeld, Gumpelstadt, Immelborn, Bad Liebenstein, Meimers, Steinbach, Waldfisch, Witzelroda und Schweina.

## Ergebnisse
Die Landtagswahl 1990 fand am 14. Oktober 1990 statt und hatte folgendes Ergebnis für den Wahlkreis Schmalkalden I – Bad Salzungen II:
| Direktkandidat      | Partei (Kürzel) | Erststimmen (%) | Zweitstimmen (%) |
| ------------------- | --------------- | --------------- | ---------------- |
| Andreas Trautvetter | CDU             | 48,7            | 48,6             |
|                     | Chr. L          | -               | 00,3             |
|                     | DFD             | -               | 00,6             |
|                     | REP             | -               | 00,9             |
|                     | DBU             | -               | 00,4             |
|                     | DSU             | 04,8            | 03,2             |
|                     | F.D.P.          | 09,9            | 09,3             |
|                     | LL-PDS          | 08,0            | 08,3             |
|                     | NPD             | -               | 00,1             |
|                     | NFGRDJ          | 07,5            | 05,5             |
|                     | SPD             | 19,7            | 22,0             |
|                     | UFV             | 01,3            | 00,7             |

Es waren 55.099 Personen wahlberechtigt. Die Wahlbeteiligung lag bei 76,5 %.  Als Direktkandidat wurde Andreas Trauvetter (CDU) gewählt. Er erreichte 48,7 % aller gültigen Stimmen.